# Piloderma lapillicola
Piloderma lapillicola är en svampart som beskrevs av Jülich 1968. Piloderma lapillicola ingår i släktet Piloderma och familjen Atheliaceae.   Inga underarter finns listade i Catalogue of Life.